# Стефан Димитров (щангист)
Вижте пояснителната страница за други личности с името Стефан Димитров.
Стефан Димитров е български щангист.

## Биография
Роден е на 9 декември 1957 г. с. Травник, Добричко. Учи в Техникум по механоелектротехника „Михаил Ломоносов“ (Добрич). Започва да се занимава с вдигане на тежести от 1972 г. Първият му треньор е Райчо Грозданов. Завършва средно специално образование в ЦСУ „Олимпийски надежди“, София (1977). Учи във ВИФ. Първи е на републикански първенства (1974-1986). Състезател на ДФС „ЦСКА“ (1977-1979). Треньор е Стефан Цончев.
През пролетта на 1980 г. участва на Европейско първенство в Белград, където е шампион в категория до 60 килограма. На летни олимпийски игри в Москва печели сребърен медал в категория 60 кг. Негов личен треньор е Нораир Нурикян. След турнира „Мануел Сорес“, където печели сребърен медал, прекратява спортната си кариера. В неговата категория продължава да се състезава Наим Сюлейманоглу.
Работи като ел.техник. Женен за Теодора Димитрова и имат дъщеря Невена.